# Segunda División A 1998/99
De Segunda División A 1998/99 was het 68ste seizoen van het tweede niveau van het Spaans voetbalkampioenschap. Het ging van start op 29 augustus 1998 en eindigde op 20 juni 1999.

## Eindklassement
|     | Club                 | WG | W  | G  | V  | DV | DT | P  |                                              |
| --- | -------------------- | -- | -- | -- | -- | -- | -- | -- | -------------------------------------------- |
| 1º  | Málaga CF            | 42 | 22 | 13 | 7  | 72 | 47 | 79 | Promotie naar de Primera División            |
| 2ª  | Atlético Madrid B    | 42 | 21 | 11 | 10 | 73 | 51 | 74 | Als B-ploeg uitgesloten voor promotie        |
| 3º  | CD Numancia          | 42 | 21 | 10 | 11 | 68 | 40 | 73 | Promotie naar de Primera División            |
| 4º  | Sevilla FC           | 42 | 20 | 11 | 11 | 66 | 50 | 71 | Eindronde, promotie naar de Primera División |
| 5º  | Rayo Vallecano       | 42 | 19 | 14 | 9  | 64 | 49 | 71 | Eindronde, promotie naar de Primera División |
| 6º  | UD Las Palmas        | 42 | 17 | 17 | 8  | 57 | 38 | 68 |                                              |
| 7º  | CD Toledo            | 42 | 18 | 11 | 13 | 54 | 49 | 65 |                                              |
| 8º  | SD Compostela        | 42 | 16 | 13 | 13 | 60 | 53 | 61 |                                              |
| 9º  | Sporting Gijón       | 42 | 16 | 11 | 15 | 47 | 47 | 59 |                                              |
| 10º | CP Mérida            | 42 | 15 | 14 | 13 | 48 | 41 | 59 |                                              |
| 11º | UE Lleida            | 42 | 15 | 14 | 13 | 52 | 50 | 59 |                                              |
| 12º | Recreativo Huelva    | 42 | 14 | 16 | 12 | 40 | 35 | 58 |                                              |
| 13º | CA Osasuna           | 42 | 15 | 12 | 15 | 44 | 51 | 57 |                                              |
| 14º | CD Badajoz           | 42 | 12 | 15 | 15 | 35 | 59 | 51 |                                              |
| 15º | Albacete Balompié    | 42 | 12 | 14 | 16 | 38 | 43 | 50 |                                              |
| 16º | CD Logroñés          | 42 | 12 | 12 | 18 | 48 | 57 | 48 |                                              |
| 17º | CD Leganés           | 42 | 10 | 17 | 15 | 36 | 44 | 47 |                                              |
| 18º | SD Eibar             | 42 | 13 | 8  | 21 | 42 | 56 | 47 |                                              |
| 19º | RCD Mallorca B       | 42 | 12 | 10 | 20 | 52 | 64 | 46 | Degradatie naar de Segunda División B        |
| 20º | FC Barcelona Atlètic | 42 | 13 | 5  | 24 | 51 | 68 | 44 | Degradatie naar de Segunda División B        |
| 21º | Hércules CF          | 42 | 10 | 10 | 22 | 38 | 66 | 40 | Degradatie naar de Segunda División B        |
| 22º | CD Ourense           | 42 | 7  | 6  | 29 | 35 | 82 | 27 | Degradatie naar de Segunda División B        |

## Play-offs
De uitkomst van de play-offs kon maximaal leiden tot twee extra stijgers naar het hoogste niveau van het Spaans voetbal.  In een eerste duel nam de zestiende uit de hoogste reeks het op tegen de vierde uit de tweede reeks en in een tweede duel nam de zeventiende uit de hoogste reeks het op tegen de derde uit de tweede reeks. Een duel bestond uit één ronde met heen- en terugwedstrijd.  Wanneer een of meerdere filialen bij de vier eersten eindigde schuiven de gekwalificeerden van de tweede reeks een plaats of plaatsen op.  Dit was dit seizoen het geval aangezien Atlético B als tweede de reguliere kompetitie afsloot.

### Heenwedstrijden
- CF Extremadura - Rayo Vallecano 0-2
- Villarreal CF - Sevilla FC 0-2

### Terugwedstrijden
- Rayo Vallecano - CF Extremadura 2-0
- Sevilla FC - Villarreal CF - 1-0

## Topscorers
26 goals
- Henrique Catanha (Málaga CF)

25 goals
- Marcos Sequeiros Esteve (Atlético Madrid B)

20 goals
- Manel Martínez Fernández (CD Logroñés)

1929 · 1929/30 · 1930/31 · 1931/32 · 1932/33 · 1933/34 · 1934/35 · 1935/36 · 1936/37 · 1937/38 · 1938/39 · 1939/40 · 1940/41 · 1941/42 · 1942/43 · 1943/44 · 1944/45 · 1945/46 · 1946/47 · 1947/48 · 1948/49 · 1949/50 · 1950/51 · 1951/52 · 1952/53 · 1953/54 · 1954/55 · 1955/56 · 1956/57 · 1957/58 · 1958/59 · 1959/60 · 1960/61 · 1961/62 · 1962/63 · 1963/64 · 1964/65 · 1965/66 · 1966/67 · 1967/68 · 1968/69 · 1969/70 · 1970/71 · 1971/72 · 1972/73 · 1973/74 · 1974/75 · 1975/76 · 1976/77 · 1977/78 · 1978/79 · 1979/80 · 1980/81 · 1981/82 · 1982/83 · 1983/84 · 1984/85 · 1985/86 · 1986/87 · 1987/88 · 1988/89 · 1989/90 · 1990/91 · 1991/92 · 1992/93 · 1993/94 · 1994/95 · 1995/96 · 1996/97 · 1997/98 · 1998/99 · 1999/00 · 2000/01 · 2001/02 · 2002/03 · 2003/04 · 2004/05 · 2005/06 · 2006/07 · 2007/08 · 2008/09 · 2009/10 · 2010/11 · 2011/12 · 2012/13 · 2013/14 · 2014/15 · 2015/16 · 2016/17 · 2017/18 · 2018/19 · 2019/20 · 2020/21 · 2021/22 · 2022/23 · 2023/24 · 2024/25